# Taras Grigorovič Ševčenko
Taras Grigorovič Ševčenko (ukrajinski: Тарас Григорович Шевченко; Morynci, Ukrajina, 9. ožujka 1814. – Sankt-Peterburg, Rusija, 10. ožujka 1861.) ukrajinski je pjesnik, slikar i humanist. Njegovo književno naslijeđe smatra se temeljem novije ukrajinske književnosti. Ševčenko je također pisao i na ruskom jeziku, a iza sebe je ostavio nekoliko slika remek-djela. Mnogi analitičari u Ukrajini i izvan nje smatraju ga većim misliocem svog vremena od pisaca poput Lava Tolstoja, pjesnika Aleksandra Puškina, i još nekih svjetski poznatih autora. 
Ševčenko je bio član Ćirilometodskog bratstva u Kijevu. Proveo je 10 godina u progonstvu. U svojim je povijesnim djelima prikazao borbu ukrajinskog naroda protiv socijalnog i nacionalnog ugnjetavanja. Branio je ideju samostalnosti Ukrajine. Ševčenko radi svojih izrazitih političkih stajališta nikada nije uspio ući u primjeren krug najvećih svjetskih književnika, iako ga mnogi kritičari smatraju neupitnom svjetskom književnom veličinom, posebno u Ukrajini, Rusiji, Poljskoj i drugim istočnoeuropskim državama.  

## Život
Ševčenko je rođen u kmetskoj obitelji u ukrajinskom selu Morynci, u kijevskoj guberniji tadašnje carske Rusije (danas u Čerkaške oblasti). S devet godina umire mu majka, a dvije godine kasnije i otac. S četrnaest godina postao je sluga na dvoru svoga gospodara. Još u djetinjstvu kod malog Tarasa primijećen je slikarski talent, a kako je pratio gospodara P. Engelgardta na njegovim putovanjima u Vilnius, a kasnije i u Sankt-Peterburg, u hodu je učio osnove slikarstva. 
Ševčenkov umjetnički talent uočio je tada utjecajni ruski slikar koji je inicirao zamisao o tome da se Ševčenka otkupi od njegova gospodara i da mu se dodijeli sloboda. Bio je to Karl Brjullov koji je donirao portret svoga prijatelja i pjesnika Vasilija Žukovskog. Novcem dobivenim od prodaje portreta na lotu, 5. svibnja 1838. Ševčenko je otkupljen od svog gospodara za 2500 rubalja. 

### Prvi uspjeh
Nakon 1838. godine Ševčenko je primljen na umjetničku akademiju u radionicu Karla Brjullova kod kojeg je čak i jedno vrijeme stanovao. Nakon godinu dana od upisa na akademiju, na jednom je od ispita Ševčenko bio nagrađen srebrnom medaljom za jedan svoj krajolik koji nažalost nije sačuvan. 
Prva zbirka pjesama Kobzar izdana mu je 1840., iako poeziju piše još iz doba djetinjstva. Kobzar čine lirske pjesme i romantične poeme. Sama riječ kobzar označava svirača narodnog ukrajinskog instrumenta kobze, a kobzari su nekad uz pratnju ovog žičanog instrumenta pjevali dume, pjesme s domoljubnim temama o slavnoj ukrajinskoj povijesti iz doba kozaka. 
Već naredne 1841. izdaje epsku poemu Hajdamaky u kojem je opisan krvavi obračun ukrajinskih gerilaca poznatih pod imenom Hajdamaki u borbi protiv poljske vlastele. Također se okušao i u pisanju drama. Nakon ovih uspjeha, Ševčenko putuje u Ukrajinu gdje se susreće s teškim uvjetima života u kojemu žive njegovi sunarodnjaci.

### Progon
Dana 22. ožujka 1845. Vijeće umjetničke akademije donijelo je odluku da se Ševčenku dodijeli titula slobodnog umjetnika. Ponovno putuje u Ukrajinu gdje se susreće s članovima Ćirilometodskog bratstva, tajne političke organizacije koja se zalagala za široko političko reformiranje Ruske Carevine. Nakon što ih je carska vlada razotkrila, svi su članovi, uključujući i Ševčenka, bili uhićeni i poslani u zatvor u Sankt-Peterburg. Potom je unovačen u vojsku i na deset godina prognan u Orenburg duboko u unutrašnjosti Rusije. Car Nikola I., izričući mu kaznu napisao je: "Držati pod strogim nadzorom, sa zabranom pisanja i slikanja!".
Kao vojnik orenburškoga korpusa najprije boravi u Orškoj tvrđavi ali je zatim, kao slikar, uvršten u ekspediciju koja je istraživala Aralsko more, pa se tako ponovno mogao baviti književnošću i umjetnošću. Tek mu je 1857. dodijeljen oprost uz napomenu da se ne smije vratiti ni u Sankt-Peterburg, ni u Ukrajinu. Preseljen je u Nižnji Novgorod, a dvije godine kasnije, u svibnju 1859. bit će mu dopušten povratak u domovinu Ukrajinu. Tu se namjeravao za stalno vratiti, pa je čak i nakanio kupiti zemlju nedaleko od ukrajinskog sela Pekariv, ali je već u srpnju iste godine optužen za bogohuljenje te biva ponovno uhićen. Pušten je uz uvjet da se doseli u Sankt-Peterburg i nikad više ne vrati u Ukrajinu.

### Ševčenkova smrt
Svoje posljednje godine Taras Ševčenko proveo je pišući poeziju, slikajući i dorađujući stara djela, ali nakon toliko godina provedenih u progonstvu, njegova je bolest toliko uznapredovala da mu više nije bilo spasa. Umire u Sankt-Peterburgu 10. ožujka 1861.
Isprva je pokopan na jednom groblju u Sankt-Peterburgu. No, kako bi ispunili Ševčenkovu želju koju je izrazio u svojoj pjesmi »Oporuka« (Заповіт) da bude pokopan u Ukrajini, nekolicina njegovih prijatelja dogovorila je premještaj njegovih posmrtnih ostataka, prvo vlakom iz Sankt-Peterburga u Moskvu, a potom konjskom zapregom u voljenu mu Ukrajinu. Ševčenko je pokopan 8. svibnja na Redovničkoj Gori (Чернеча гора) uz obale Dnjepra nedaleko od ukrajinskog gradića Kaniva. Iznad njegova groba podignut je visok brežuljak koji je danas spomenik. 
Praćen velikom nesrećom u ljubavi i životu, pjesnik je umro samo sedam dana prije ukidanja kmetstva. Njegovo je životno djelo izuzetno cijenjeno u Ukrajini i Rusiji, a njegov je utjecaj na ukrajinski jezik i književnost neprocjenjiv. Zbog svojih političkih stavova naklonjenih Ukrajini, Ševčenko nikada nije uspio ući u primjeren krug najvećih svjetskih književnika, iako ga mnogi kritičari neupitno smatraju svjetskom književnom veličinom.

## Baština
Uza sve svoje zasluge za ukrajinsko slikarstvo i obilje nadahnutih ilustracija i pejzaža koji su nastali za vrijeme boravka na obalama Aralskog mora, Taras Grigorovič Ševčenko prvenstveno je ukrajinski nacionalni pjesnik i preporoditelj ukrajinske književnosti. U njegovom je pjesničkom djelu oblikovana ukrajinska prošlost i težak život ukrajinskog seljaštva, osuđivano izrabljivanje kmetova i osvajačka politika ruskog cara Nikole I.
Genetski mu je poezija vezana za tekovine ruskog i poljskog romantizma odnosno (Puškina i Miczkiewicza), ali je u njenu osnovu utkana prvenstveno poetika ukrajinskih usmenih lirskih i epskih pjesama – duma. Ševčenko nije bio nimalo nacionalno ograničen, prijatelj je mnogih poljskih zatočenika i ruskih intelektualaca. Piše i na ruskom jeziku. Prvu zbirku prijevoda Ševčenkovih »Pjesničkih pripovijesti« objavio je kod nas August Harambašić 1888. godine.
I danas se diljem Ukrajine nalaze mnogi spomenici Tarasu Ševčenku. Najpoznatiji su onaj u Kanivu na mjestu gdje je pokopan te spomenik u središtu Kijeva preko puta Kijevskog državnog sveučilišta koje nosi njegovo ime. Ostali spomenici su mu podizani, a i još uvijek ih grade u drugim državama, posebice u postsovjetskim republikama, ali i u Kanadi i SAD-u gdje se nalazi najveće ukrajinsko iseljeništvo. Grad Aktau na obalama Kaspijskog jezera u Kazahstanu nosio je ime Ševčenko od 1964. pa sve do neovisnosti Kazahstana 1992. Njegovo isticanje borbe protiv ugnjetavanja različitih naroda u Ruskom Carstvu učinilo ga je popularnim među mnogim sovjetskim disidentima.

## Manifestacije
U autonomnoj pokrajini Vojvodini u Srbiji se održava manifestacija koja nosi ime njemu u čast, Dani Tarasa Ševčenka. Među ukrajinskim udrugama u Hrvatskoj i Bosni i Hercegovini svake godine obilježava se dan ukrajinskog velikana Tarasa Ševčenka.

## Vanjske poveznice
- Biografija Tarasa Ševčenka, eng.
- Taras Shevchenko Museum, eng.  Arhivirana inačica izvorne stranice od 16. listopada 2006. (Wayback Machine)
- www.zagreb.hr – U Zagrebu otkriven spomenik ukrajinskom pjesniku Tarasu Ševčenku, 2015.